# Тихий Дон (опера)
«Тихий Дон» — опера в 4 действиях, 6 картинах Ивана Дзержинского; либретто Леонида Дзержинского по 1-й и 2-й книгам одноимённого романа Михаила Шолохова.
Ставилась на большинстве оперных сцен Советского Союза.

## Действующие лица
| Пантелей Мелехов                                                           | тенор (характерный)   |
| Ильинична, его жена                                                        | меццо‑сопрано         |
| Григорий                                                                   | драматический тенор   |
| Петро                                                                      | бас                   |
| Даша, жена Петра                                                           | драматическое сопрано |
| Лукинична                                                                  | сопрано               |
| Наталья, её дочь                                                           | сопрано               |
| Митька, её сын                                                             | высокий бас           |
| Аксинья                                                                    | меццо‑сопрано         |
| Генерал Листницкий                                                         | бас                   |
| Евгений, его сын                                                           | баритон               |
| Мишук, товарищ Григория                                                    | тенор                 |
| Сашка, кучер Листницких                                                    | бас                   |
| Сумасшедший солдат                                                         | тенор                 |
| Есаул                                                                      | баритон               |
| Гости, мужики, казаки, солдаты, дезертиры, пленные. Время: 1914—1917 годы. |                       |

## Сюжет
Абрам Гозенпуд отмечал:
«В основе произведения — события I ч. романа; в пору окончания оперы последняя книга его ещё не была написана, судьба Григория оставалась неизвестной. Композитору и либреттисту пришлось самим домысливать финал — он не только не совпал с завершением романа, но и оказался противоположным. У Шолохова Григорий попадает в лагерь белогвардейцев и после победы Красной Армии, совершенно опустошенный, всем чужой, возвращается в родную станицу. В опере он бесповоротно связывает свою жизнь с революцией. В либретто судьбы героев упростились. В то же время благодаря тому, что авторы оперы и театр, помогавший композитору, сосредоточили внимание на главном и отказались от неосуществимого намерения вместить все события романа, действенная конструкция оказалась удачной. Основной конфликт — разрыв Григория Мелехова, выходца из богатой казачьей семьи, с его классом. Любовь к беднячке Аксинье — одна из причин этого разрыва. Григорий, ставший батраком и солдатом во время Первой мировой войны, проходит через все её ужасы. В годы Гражданской войны он оказывается на стороне большевиков; многое определяется личной драмой (вынужденный брак с нелюбимой Натальей, уход к Аксинье, разлука с ней, вызванная войной, „измена“ Аксиньи), что углубляет и делает его образ более реалистичным».
В 1967 композитор написал по заключительным книгам романа М. Шолохова оперу «Григорий Мелехов», где прослеживается дальнейшая судьба героя.

## Музыка
В «Тихом Доне» — лучшей, по мнению А. Гозенпуда, опере Дзержинского — ярко проявились и сильные, и слабые стороны таланта советского композитора: «Постижение народной песенности при отказе от цитатного использования фольклора, мелодическое дарование, острое чувство театральности, драматургической контрастности, умение схватить и метко выразить характерное получили здесь выражение. Песенность — самая сильная сторона произведения, в песне раскрываются и чувства отдельных героев, и чувства народа. Композитору удалось передать драматизм судьбы Григория и в особенности Аксиньи. Но в то же время удачи композитора ослабляются тем, что музыка лишена симфонического развития, а герои показаны в различных эмоциональных состояниях, но не во внутреннем движении. Недостаточно использовано богатство музыкальных форм, в частности автор полностью отказался от ансамблей».

## Постановки
- 1935, 22 октября — Ленинград, Малый оперный театр, под упр. С. Самосуда (постановка Макса Терешковича, реж. З. Закусова, худ. Г. П. Руди; Пантелей Мелехов — Николай Чесноков, Маркович, Ильинична — Ксения Комиссарова, Богничева, Григорий Мелехов — Чернышёв, Пичугин, Ковальский, Пётр — Бутягин, Иван Дорошин, Дарья — Кристи, Мария Софронова, Аксинья — Надежда Вельтер, Ольга Головина, Ивницкая, Наталья — Фёдорова, Соколова, Засс, Сашка — Павел Журавленко, Генерал Листницкий — Аббакумов, А. Атлантов, Евгений Листницкий — Семенюта, Ольховский) — первая постановка

- 1936, 25 марта — Москва, Большой театр, под упр. Николая Голованова; реж. Николай Смолич, худ. Фёдор Федоровский, балетм. Пётр Гусев; Пантелей Мелехов — Перегудов, Ильинична — Бутенина, Григорий Мелехов — Никандр Ханаев, Евлахов, Пётр — Соловьёв, Чаплыгин, Дарья — Бася Амборская, Рудницкая, Наталья — Шпиллер, Кругликова, Аксинья — Вера Давыдова, Бронислава Златогорова, Генерал Листницкий — Михайлов, Редикульцев, Евгений Листницкий — Селиванов, Головин

- 1936, 31 мая — Москва, Музыкальный театр им. Немировича-Данченко, под управлением Г. Столярова, художественный руководитель постановки В. И. Немирович-Данченко. Постановка Бориса Мордвинова, реж. Павел Златогоров, художник — Б. И. Волков. Пантелей Мелехов — Михеев, Ягодкин, Ильинична — Розанова, Сергеева, Григорий Мелехов — М. С. Кутырин, З. М. Эфрос, Пётр — Дойников, Коренев, Дарья — Козьмина, Степанова, Наталья — А. Е. Кузнецова, Ю. В. Прейс, Митька — В. Канделаки, Аксинья — С. М. Големба, О. Н. Данилова, Генерал Листницкий — Н. Князев, А. Корсунов, Евгений Листницкий — И. Петров, В. Федосов[2]
- 1937 — Саратовский академический театр оперы и балета, режиссёр К. К. Тверской
- 1946—1947 — Саратовский академический театр оперы и балета, режиссёр Б. А. Мордвинов
- 1947, 7 ноября — Ленинград, Малый оперный театр. Дирижёр Коган, реж. З. Закусова, худ. П. А. Штерич; Григорий Мелехов — Пичугин, Аксинья — В. Овчаренко, О. Головина, И. Лелива, Наталья — Кудрявцева — Новая авторская редакция